# Estadio Municipal (Vaslui)
El Stadionul Municipal es un estadio multiusos de la ciudad de Vaslui, Rumania. El estadio tiene una capacidad para 15 000 espectadores y sirve, principalmente, para la práctica del fútbol. En el estadio disputa sus partidos como local el FC Vaslui y el S. J. Vaslui. En otoño de 2007 se procedió a instalar el alumbrado artificial para disputar partidos nocturnos.